# De Cort Distillery
De Cort Distillery is een stokerij in het Belgische Pepingen in het Pajottenland.  De warme stokerij aan de Boekhoutstraat 20 werkt met tarwe uit Bogaarden. De voormalige fruithoeve werd in 2011 aangekocht; in 2013 creëerden Manu Manu en Sofie De Cort een hoevestokerij waar in 2015 het eerste destillaat werd geproduceerd. De stokerij heeft twee Arnold Holstein-stookketels van 600 en 5000 liter. In 2021 vestigde het bedrijf zich op een ruimere locatie op 300 meter van het oorspronkelijke landbouwbedrijf. Daar is nu de stokerij gevestigd, met een roodkoperen Holstein-alambiek, opslag- en rijpingsruimten, proeflokalen, een mouterij. Bij De Cort Farm Distillery wordt gin, pastis, jenever, whisky, vodka, belgian beer brandy en apple brandy gestookt. De destilleerderij behaalde verschillende prijzen op de World Spirits Trophy. In 2022 kreeg De Cort het ambachtelijke label Handmade in Belgium.